# Goţeysh
Goţeysh (persiska: گطیش, Gatīsh, Gotīsh, Qūmāt, Qowmāt, Ḩarmaleh) är en ort i Iran.   Den ligger i provinsen Khuzestan, i den centrala delen av landet, 500 km sydväst om huvudstaden Teheran. Goţeysh ligger 41 meter över havet och antalet invånare är 230.
Terrängen runt Goţeysh är mycket platt. Runt Goţeysh är det ganska tätbefolkat, med 80 invånare per kvadratkilometer. Närmaste större samhälle är Alvān, 19,8 km nordväst om Goţeysh. Omgivningarna runt Goţeysh är i huvudsak ett öppet busklandskap.